# Bell Boeing Quad TiltRotor
Bell Boeing Quad TiltRotor — американский винтокрыл, проектируемый корпорациями Bell Helicopter и Boeing.
Тандем Bell Helicopter/Boeing получил от армии США контракт на 3,45 миллиона долларов в 2005 году. Фирмы должны выполнить концептуальный проект и проанализировать возможность создания четырёхроторного тяжёлого конвертоплана (под рабочим названием Quad TiltRotor). У аппарата должно быть два крыла, на концах которых расположатся поворачивающиеся на 90 градусов двигатели с воздушными винтами. Синхронизирующие валы, связывающие их, должны позволить удержаться аппарату в воздухе в случае отказа одного-двух двигателей.
Задача этой модели — перевозить более тяжёлые грузы, чем конвертоплан V-22 Osprey. По грузоподъёмности данный летательный аппарат должен сравниться с военно-транспортным самолётом C-130 Hercules.